# Китайцы в Австралии
Китайцы в Австралии (Чайна-австралийцы, китайцы Австралии) — население Австралии, имеющее корни из Китая, Гонконга, Сингапура, Макао и острова Тайвань. Китайцы в Австралии образуют крупнейшую общину за пределами самого Китая (за исключением китайской общины Канады). По переписи 2016 года, жители Австралии, считающие себя имеющими китайское происхождение, составили 5,6% от числа тех, кто указывал свое происхождение или 1 213 903 человек.

## Центры проживания
Китайцы проживают практически в любом городе Австралии и даже в сельских регионах. Основные центры — Сидней (700 тысяч, с пригородами свыше 1-го миллиона), Мельбурн (644 тысяч), Перт (400 тысяч), Аделаида (321 тысяч), Голд-Кост (100 тысяч).

## Страны исхода
- Китай — 80 %
- Гонконг (Китай)- 6 %
- Макао (Китай) — 4 %
- Сингапур — китайцы Сингапура — 2 %
- Индонезия — китайцы Индонезии — 2 %
- Тайвань — 1 %
- Малайзия — китайцы Малайзии — 1 %
- Новая Зеландия — китайцы Новой Зеландии — 1 %
- США — китайцы США — 1 %
- Канада — китайцы Канады — 1 %
- Россия — китайцы России — 0,5 %
- Великобритания — Британские китайцы — 0,5 %